# Panamerikanische Spiele 2023/Tennis
Bei den Panamerikanischen Spielen 2023 in Santiago de Chile wurden vom 23. bis 29. Oktober 2023 fünf Wettbewerbe im Tennis ausgetragen.

## Herren

### Einzel
| Platz | Land        | Spieler             |
| ----- | ----------- | ------------------- |
| 1     | Argentinien | Facundo Díaz Acosta |
| 2     | Chile       | Tomás Barrios Vera  |
| 3     | Brasilien   | Thiago Monteiro     |

### Doppel
| Platz | Land                    | Spieler                             |
| ----- | ----------------------- | ----------------------------------- |
| 1     | Brasilien               | Gustavo Heide Marcelo Demoliner     |
| 2     | Chile                   | Alejandro Tabilo Tomás Barrios Vera |
| 3     | Dominikanische Republik | Roberto Cid Subervi Nick Hardt      |

## Damen

### Einzel
| Platz | Land        | Spielerin     |
| ----- | ----------- | ------------- |
| 1     | Brasilien   | Laura Pigossi |
| 2     | Argentinien | María Carlé   |
| 3     | Argentinien | Julia Riera   |

### Doppel
| Platz | Land        | Spielerin                                        |
| ----- | ----------- | ------------------------------------------------ |
| 1     | Brasilien   | Laura Pigossi Luisa Stefani                      |
| 2     | Kolumbien   | María Paulina Pérez García María Herazo González |
| 3     | Argentinien | María Carlé Julia Riera                          |

## Mixed
| Platz | Land        | Spieler/in                                  |
| ----- | ----------- | ------------------------------------------- |
| 1     | Kolumbien   | Yuliana Lizarazo Nicolás Barrientos         |
| 2     | Brasilien   | Luisa Stefani Marcelo Demoliner             |
| 3     | Argentinien | Martina Capurro Taborda Facundo Díaz Acosta |

## Medaillenspiegel
| Platz  | Land                    | Gold | Silber | Bronze | Gesamt |
| ------ | ----------------------- | ---- | ------ | ------ | ------ |
| 1      | Brasilien               | 3    | 1      | 1      | 5      |
| 2      | Argentinien             | 1    | 1      | 3      | 5      |
| 3      | Kolumbien               | 1    | 1      | —      | 2      |
| 4      | Chile                   | —    | 2      | —      | 2      |
| 5      | Dominikanische Republik | —    | —      | 1      | 1      |
| Gesamt | Gesamt                  | 5    | 5      | 5      | 13     |